# Trochalus angolanus
Trochalus angolanus är en skalbaggsart som beskrevs av Moser 1916. Trochalus angolanus ingår i släktet Trochalus och familjen Melolonthidae. Inga underarter finns listade i Catalogue of Life.